# Усвајање
Усвајање је чин преношења родитељских права и дужности на особу или особе које нису биолошки родитељи усвојеника. То је правни акт којим се посредством органа старатељства између два лица, усвојиоца и усвојеника, заснива однос који постоји између родитеља и детета. У савременим законодавствима регулисано је као институт потпуног, а ређе непотпуног, односно нераскидивог и раскидивог односа. Као важан животни догађај, усвојење престаје да буде потпуна тајна за усвојенике већ се тежи ка томе да се однос одржава као однос родитељ-дете, при чему дете треба да буде упознато са фактичким стањем.
У многим надлежностима, потпуни оригинални извод из матичне књиге рођених усвојене особе је поништен и замењен фабрикованим изводом из матичне књиге рођених после усвајања, у коме се наводи да је дете рођено од стране усвојитеља. Ова обмана, када се спроводи, може се наставити са усвојеном особом до краја живота и може бити узрок многих добро документованих траума које је доживела усвојена особа, укључујући губитак идентитета, породичне историје, културе, биолошке породице (укључујући не само биолошке родитеље него такође браћу и сестре и проширену породицу), породичне медицинске историје и евиденције, и повећан је ризик самоубиства, бескућништва, затварања, ПТСП-а, депресије и анксиозности.
За разлику од старатељства или других система дизајнираних за бригу о младима, усвајање треба да утиче на трајну промену статуса и као такво захтева друштвено признавање, било кроз законске или верске санкције. Историјски, нека друштва су донела посебне законе који регулишу усвајање; где су други покушали да постигну усвајање кроз мање формална средства, посебно путем уговора који су дефинисали права наследства и родитељске одговорности без пратећег трансфера очинства. Модерни системи усвајања, који се појављују у 20. веку, обично су вођени свеобухватним статутима и прописима.

## Историја

### Антика
Усвајање за добро рођене
Иако се модерни облик усвајања појавио у Сједињеним Државама, облици праксе појавили су се кроз историју. Хамурабијев законик, на пример, детаљно описује права усвојитеља и дужности усвојених појединаца. Пракса усвајања у старом Риму је добро потркрепљена документом у Јустинијановој кодификацији.
Значајно другачији од модерног периода, древне праксе усвајања стављају нагласак на политичке и економске интересе усвојитеља, пружајући правни алат који је ојачао политичке везе између богатих породица и створио мушке наследнике да управљају имањима. Употреба усвајања од стране племства је добро поткрепљена документима; многи римски цареви били су усвојени синови. Адрогација је била нека врста римског усвајања, која је захтевала да усвојитељ има најмање 60 година.
Усвајање деце у античко доба појављује се ретко. Напуштена деца су често покупљана за ропство и састојала су се од значајног процента робовске понуде царства.
Друге древне цивилизације, посебно Индија и Кина, користиле су неки облик усвајања. Докази указују да је циљ ове праксе био да се осигура континуитет културних и религијских пракси за разлику од западне идеје о проширењу породичних линија. У древној Индији јасно осуђен Ригведом,настављено је, у ограниченој и веома ритуалној форми, да усвојитељ може имати неопходне погребне обреде који изводи син. Кина је имала сличну идеју о усвајању са мушкарцима који су усвојени искључиво ради обављања дужности поштовања предака.
Пракса усвајања деце чланова породице и блиских пријатеља била је уобичајена међу полинезијским културама, укључујући Хаваје, где се обичај називао hānai.

### Средњи век до модерног периода
Усвајање и обични људи
Племство из германских, келтских и славенских култура, које су доминирале Европом након пада Римског царства, осудило је праксу усвајања. У средњовековном друштву крвне лозе су биле најважније; владајућа династија без „природног" наследника очигледно је замењена (снажан контраст римским традицијама). Еволуција европског права одражава ову аверзију према усвајању. Енглеско Англосаксонско право, на пример, није дозволило усвајање јер је било у супротности са уобичајеним правилима о наслеђивању. У истом смислу, француски Наполеонов кодекс је отежао усвајање, захтевајући да усвојитељи буду старији од 50 година, стерилни, старији од усвојене особе за најмање 15 година. Међутим, нека усвајања су се наставила, али су постала неформална на основу ad hoc уговора. На пример, 737. године, у повељи из града Лука, три усвојена лица су наследници имања. Као и други савремени аранжмани, споразум је нагласио одговорност усвојеног, а не усвојитеља, фокусирајући се на чињеницу да је, према уговору, оца усвојитеља требало да се брине о његовој старости; идеја која је слична концепту усвајања према римском праву.
Културна промена Европе означила је период значајних иновација за усвајање. Без подршке племства, пракса се постепено померала ка напуштеној деци. Ниво напуштања је порастао са падом царства и многи од њих су остали на прагу католичке цркве. У почетку, свештенство је реаговало израдом правила која су регулисала излагање, продају и одгој напуштене деце. Иновација цркве, међутим, била је пракса принуде, при чему су деца била посвећена животу лаика у монашким институцијама и одгајана у манастиру. Ово је створило први систем у европској историји у којем напуштена деца немају правне, социјалне или моралне недостатке. Као резултат тога, многи од напуштених и сирочади у Европи постали су бивши студенти цркве, која је заузврат преузела улогу усвојитеља. Облација означава почетак помака ка институционализацији, што је на крају довело до оснивања болнице и сиротишта.
Како је идеја о институционалном збрињавању била прихваћена, појавила су се формална правила о томе како сместити децу у породице: дечаци би могли постати ученици за занате, а девојчице би могле бити у браку под надзором установе. Институције су неформално усвојиле и децу, механизам који се третира као начин да се добије јефтина радна снага, што се види из чињенице да је, када је умрло, њихова породица вратила у установу за сахрану.
Овај систем шегрта и неформалног усвајања проширио се у 19. веку, данас се сматра прелазном фазом за историју усвајања. Под вођством активиста за социјалну заштиту, сирочићи су почели да промовишу усвајање на основу осећања, а не рада; деца су била смештена под уговором како би обезбедила бригу о њима као члановима породице уместо по уговору за приправништво. Верује се да је раст овог модела допринео доношењу првог модерног закона о усвајању из 1851. године од стране државе Масачусетс, јединственог по томе што је кодификовао идеал „најбољег интереса детета". Упркос својој намери, у пракси, систем је функционисао на исти начин као раније. Искуство Бостонског женског азила (БФА) је добар пример, који је до 1888. године усвојио до 30% оптужби. Званичници БФА су приметили да, иако се азил иначе промовише, усвојитељи не праве разлику између уговора и усвајања; „Верујемо", рекли су званичници за азил, „да се често, када се узимају деца млађег узраста, усвајање усвоји само друго име за службу."

### Модерни период
Усвајање за стварање породице
Следећа фаза еволуције усвајања у настајању је у Сједињеним Државама. Брза имиграција и амерички грађански рат резултирали су непредвиђеном пренатрпаношћу сиротишта и домова за оснивање средином деветнаестог века. Чарлс Лоринг, протестантски министар, постао је згрожен легијама бескућника који су лутали улицама Њујорка. Сматрао је да су напуштени млади, посебно католици, најопаснији елемент који доводи у питање градски ред.
Његово решење је наглашено у Најбољи начин избацивања наше сиромашне и ванградске деце (1859) који је покренуо покрет за сирочад. На крају, отпремили су око 200.000 деце из урбаних центара истока у сeоске области. Деца су углавном била уговорена а не усвојена у породицама које су их примиле. Као и у прошлости, нека деца су одгајана као чланови породице, док су друга служила као радници на фарми и као кућни службеници. Сама величина расељавања - највећа миграција деце у историји - и степен експлоатације која је настала, довела је до нових агенција и низа закона који су промовисали аранжмане усвајања, а не уговоре. Обележје тог периода је закон о усвајању из Минесоте из 1917. године, који је обавезао да се испитају сви послови и ограничени приступ документацији за оне који су укључени у усвајање.
Током истог периода, прогресивни покрет је оборио Сједињене Државе са критичним циљем да се оконча преовлађујући систем сиротишта. Кулминација таквих настојања дошла је са Прве конференције Беле куће о бризи о зависној деци коју је председник Теодор Рузвелт позвао 1909. године, где је објављено да нуклеарна породица представља „највиши и најлепши производ цивилизације" и да је најбоље у стању да служи као примарни старатељ напуштених и сирочади. Анти-институционалне снаге су се убрзале. Тек 1923. године, само два посто деце без родитељског старања било је у домовима за усвајање, са равнотежом у удомитељским аранжманима и сиротиштима. Мање од четрдесет година касније, скоро једна трећина је била у усвојитељској кући..

Ипак, популарност еугенских идеја у Америци представља препреку за раст усвајања.. Постојале су озбиљне забринутости због генетског квалитета нелегитимне и сиромашне деце, можда најбоље илустроване утицајним списима Хенрија Х. Годарда који је протестовао против усвајања деце непознатог порекла, говорећи:
Сада се дешава да су неки људи заинтересовани за добробит и високи развој људске расе; али остављајући по страни оне изузетне људе, сви очеви и мајке су заинтересовани за добробит својих породица. Најдража ствар за родитељско срце је да се деца добро ожене и одгајају племениту породицу. Колико је вероватно да таква породица узме дете чије је родословље апсолутно непознато; или, ако је то делимично познато, вероватноћа је јака да, ако би се склопио брак између тог појединца и било ког члана његове породице, потомци би били дегенерисани..
У периоду од 1945. до 1974. године, дошло је до брзог раста и прихватања усвајања као средства за изградњу породице.. Незаконита рођења су порасла три пута након Другог светског рата, с обзиром да су се сексуални односи променили. Истовремено, научна заједница је почела да наглашава доминацију одгоја над генетиком, отклањајући еугеничне стигме.. У таквом окружењу, усвајање је постало очигледно решење и за нежељене и за неплодне парове..
Узети заједно, ови трендови завршили су новим америчким моделом за усвајање. После свог римског претходника, Американци су прекинули права првобитних родитеља док су усвајали нове родитеље у очима закона.
Амерички модел усвајања на крају се ширио глобално. Енглеска и Велс су свој први званични закон о усвајању установили 1926. године. Холандија је свој закон донела 1956. године. Шведска је усвојила пуноправне чланове породице 1959. године. Западна Немачка је донела своје прве законе 1977.. Поред тога, азијске силе су отвориле своје системе сиромаштва до усвајања, под утицајем западних идеја након колонијалне владавине и војне окупације.. У Француској, локалне јавне институције акредитују кандидате за усвајање, који тада могу контактирати сиротишта у иностранству, или затражити подршку невладиних организација. Систем не укључује накнаде, али даје значајну моћ социјалним радницима чије одлуке могу ограничити усвајање на стандардизоване породице (средња, средња до висока зарада, хетеросексуалци, белци).
Иако се усвајање данас примењује глобално, Сједињене Државе имају највећи број усвојених деце на 100 живорођених. Доња табела даје кратак преглед стопа усвајања у западним земљама. Усвајање у Сједињеним Америчким Државама и даље се дешава скоро три пута више него у осталим земљама иако је број деце која чекају на усвајање у протеклих неколико година стабилан, крећући се између 133.000 и 129.000 у периоду од 2002. до 2006.
| Земља                     | Усвајање            | Живо рођење      | Однос усвајања / живљења | Допис |
| ------------------------- | ------------------- | ---------------- | ------------------------ | --- |
| Аустралија                | 270 (2007–2008)     | 254,000 (2004)   | 0,2 на 100 живорођених   | Укључује познатa релативнa усвaјaња |
| Енглеска и Велс           | 4,764 (2006)        | 669,601(2006)    | 0.7 на 100 живорођених   | Укључује све налоге за усвајање у Енглеској и Велсу |
| Исланд                    | између 20–35 година | 4,560 (2007)     | 0.8 на 100 живорођених   | |
| Ирска                     | 263 (2003)          | 61,517 (2003)    | 0,4 на 100 живорођених   | 92 не-породична усвајања; 171 породична усвајања (нпр. очух, маћеха). Забележено је и 459 међународних усвајања. |
| Италија                   | 3,158 (2006)        | 560,010 (2006)   | 0.6 на 100 живорођених   | |
| Нови Зеланд               | 154 (2012/13)       | 59,863 (2012/13) | 0.26 на 100 живорођених  | Подела: 50 не-рођака, 50 рођака, 17 очуха, маћеха, 12 сурогата, 1 хранитељ, 18 међународних рођака, 6 међународних не-рођака |
| Норвешка                  | 657 (2006)          | 58,545 (2006)    | 1.1 на 100 живорођених   | Распоред усвајања: 438 међудржавних; 174 пасторке; 35 фостер; 10 оcтало |
| Шведска                   | 1044 (2002)         | 91,466 (2002)    | 1.1 на 100 живорођених   | 10-20 од њих су била национална усвајања. Остатак су била међународна усвајања. |
| Сједињене Америчке Државе | 136,000 (2008)      | 3,978,500 (2015) | ≈3 на 100 живорођених    | Од 2000. године, углавном око 15% међународних усвајања, 40% из владиних агенција одговорних за добробит деце, а 45% других, као што је добровољно усвајање путем приватних агенција за усвајање или од стране очуха, маћехе и других чланова породице. |

Табела 2: Усвајање, живорођени, и Однос усвајања / живорођених дати су у табели испод за бројне западне земље.

## Савремено усвајање

### Облици усвајања
Савремене праксе усвајања могу бити отворене или затворене.
- Отворено усвајање омогућава идентификацију информација које се преносе између усвојитеља и биолошких родитеља и, можда, интеракције између сродника и усвојене особе.[65] Отворено усвајање може бити неформални споразум који подлеже престанку усвојитеља који имају искључиво старатељство над дететом. У неким надлежностима, биолошки родитељи и усвојитељи могу склопити законски обавезујући споразум о посети, размени информација или другим интеракцијама у вези са дететом.[66]Од фебруара 2009. године, 24 америчке државе су дозволиле да се у финализацију усвајања укључе и законски спроводиви уговори о отвореном усвајању.[67]
- Пракса затвореног усвајања (тзв. поверљиво или тајно усвајање),[68] која није била норма за већину модерне историје,[69] запечаћује све идентификационе информације, чувајући их као тајну и спречавајући откривање родитеља усвојитеља, биолошких идентитета родитеља и усвојеника. Ипак, затворено усвајање може омогућити преношење неидентификујућих информација као што су медицинска историја и религијска и етничка припадност.[70] Данас, као резултат закона о сигурним уточиштима које су усвојиле неке америчке државе, тајно усвајање доживљава обновљени утицај. У такозваним државама „сигурних уточишта", бебе се могу анонимно оставити у болницама, ватрогасним јединицама или полицијским станицама у року од неколико дана од рођења, што је пракса коју неке организације за заговарање усвајања критикују као ретроградне и опасне.[71]

### Како настају усвајања
Усвајање може да се деси или између повезаних чланова породице или неповезаних појединаца. Историјски гледано, већина усвајања се догодила унутар породице. Најновији подаци из САД-а указују на то да је тренутно око половине усвајања између повезаних особа. Уобичајени пример за то је очух, маћеха, где нови партнер родитеља може легално усвојити дете из претходног односа родитеља. Усвајање унутар породице може се догодити и путем предаје, као резултат родитељске смрти, или када се дете не може на други начин збринути, а члан породице пристаје да га преузме.
Неплодност је главни разлог због којег родитељи настоје усвојити децу с којом нису повезани. Проценти сугеришу да је 11-24% Американаца који не могу да замисле или покушају да изграде породицу кроз усвајање, и да је укупна стопа икада ожењених америчких жена које усвајају око 1,4%. Други разлози које људи усвоје су бројни, иако нису добро документовани. То може укључивати жељу да се учврсти нова породица након развода или смрти једног родитеља, саосећање мотивисано верским или филозофским уверењем, како би се избегла пренасељености из уверења да је одговорније да се брине о деци која немају родитеље, него да се репродукују, да се осигура да наследне болести не буду прослеђене, и здравствене бриге везане за трудноћу и порођај. Иако постоје бројни могући разлози, најновија студија искустава жена које су усвојиле сугеришу да су највероватније 40-44 године, тренутно у браку, смањене плодности и без деце.
Неповезана усвајања могу се одвијати путем следећих механизама:
- Приватна домаћа усвајања: према овом аранжману, добротворне организације и профитне организације делују као посредници, окупљајући потенцијалне усвојитеље и породице које желе да приме дете, све странке су резиденти исте земље. Алтернативно, будући усвојиоци понекад избегавају посреднике и директно се повезују са женама, често уз писани уговор; то није дозвољено у неким надлежностима. Приватно домаће усвајање представља значајан део свих усвајања; У Сједињеним Америчким Државама, на пример, процењује се да је скоро 45% усвајања било урађено приватно.[76]
- Породични смештај деце: ово је врста домаћег усвајања где се дете прво ставља у јавну бригу. Много пута хранитељи прихватају усвајање када деца постану законски слободна. Његов значај, као пута за усвајање, варира од земље до земље. Од 127.500 усвајања у САД 2000.[76] око 51.000 или 40% је било кроз систем хранитељства.[77]
- Међународно усвајање: подразумева смештање детета на усвајање ван земље рођења тог детета. То се може догодити путем јавних и приватних агенција. У неким земљама, као што је Шведска, ова усвајања чине већину случајева (види табелу изнад). Пример САД-а, међутим, указује да постоје велике варијације по земљама, јер усвајање из иностранства чини мање од 15% њених случајева.[78] Више од 60.000 руске деце усвојено је у Сједињеним Државама од 1992.[79], а сличан број кинеске деце усвојен је од 1995. до 2005.[80] Закони различитих земаља разликују се у њиховој спремности да дозволе међународно усвајање. Препознајући тешкоће и изазове везане за међународно усвајање и настојећи заштитити оне који су укључени у корупцију и експлоатацију, што је понекад прати, Хашка конференција о међународном приватном праву развила је Хашку конвенцију о усвајању, која је ступила на снагу 1. маја 1995. потврдило је 85 земаља од новембра 2011.[81]
- Усвајање ембриона: засновано на донацији ембриона преосталих након вантелесне оплодње једног пара; ембриони се дају другом појединцу или пару, након чега следи постављање тих ембриона у материцу примаоца, како би се олакшала трудноћа и порођај. У Сједињеним Америчким Државама, усвајање ембриона је регулисано имовинским правом, а не судским системом, за разлику од традиционалног усвајања.
- Усвајање општег права: ово је усвајање које судови раније нису признали, али када родитељ, без прибегавања било ком формалном правном поступку, остави своју децу код пријатеља или рођака на дужи временски период,[82][83] на крају одређеног рока (добровољног) суживота (кохабитације), како је то сведочила јавност, усвајање се онда сматра обавезујућим, у неким судовима, иако првобитно није санкционисано од стране суда. Посебни услови усвајања ванбрачне заједнице дефинисани су у свакој правној надлежности. На пример, америчка држава Калифорнија признаје односе у Англосаксонском праву након заједничког становања од 2 године. Пракса се у Британији назива „приватно удомљавање".[78]

### Прекид и поништење
Иако се усвајање често описује као формирање „заувек" породице, однос се може окончати у сваком тренутку. Законско престанак усвајања назива се прекидом. У америчкој терминологији, усвајање се прекида ако се не заврши до краја, а поништава се ако се веза након тога прекине. Такође се може назвати неуспелим усвајањем. Након правног окончања, процес ометања обично иницирају усвојитељи путем судске петиције и аналоган је поступку за развод брака. То је правни пут који је јединствен за усвојитеље, јер се прекид / поништење не односи на биолошке сроднике, иако се чланови биолошке породице могу одбацити или напустити.
Ад хок студије, спроведене у САД, међутим, сугеришу да између 10 и 25 процената усвајања кроз систем социјалне заштите деце (нпр. искључивање деце усвојене из других земаља) поремети пре него што су законски завршени и од 1 до 10% се укида након законске финализације. Широк спектар вредности одражава недостатак информација о субјекту и демографским факторима као што је старост; познато је да су тинејџери склонији отежаном усвајању него деца.

### Усвајање од стране истополних парова
Заједничко усвајање од стране истополних парова је легално у 26 земаља и на различитим субнационалним територијама. Усвајање ЛГБТ популације може бити у облику усвајања пасторчета, при чему један партнер у истополном пару усваја биолошко дете другог партнера.

## Родитељство усвојеника

### Родитељство
Биолошки однос између родитеља и детета је важан, а њихово раздвајање довело је до забринутости око усвајања. Традиционални поглед на усвојено родитељство добио је емпиријску подршку студије Универзитет Принстон о 6.000 усвојитеља који су ступили у хранитељске породице у САД и Јужној Африци од 1968. до 1985. године; студија је показала да су трошкови за храну у домаћинствима са мајкама не-биолошке деце (када се контролишу приходи, величина домаћинства, радни сати, старост, итд.) били знатно мањи за усвојене; пасторче и штићеници, узрокују да истраживачи размишљају да су људи, инстинктивно, мање заинтересовани за одржавање генетских линија других.Ова теорија је подржана у још једној квалитативној студији у којој у усвојитељским односима обележени истоветношћу у наклоностима, личности и изгледу, одрасли усвојени и усвојитељи наводе да су срећнији са усвајањем.
Друге студије пружају доказе да се усвојени односи могу формирати дуж других линија. Студија која процењује ниво родитељске инвестиције указује на снагу у породице усвојитеља, што сугерише да родитељи који усвоје улажу више времена у своју децу него други родитељи и закључује: „усвојитељи обогаћују животе своје деце како би надокнадили недостатак биолошких веза и то су додатни изазови усвајања." Још једна недавна студија је утврдила да породице усвојитеља улажу много више у усвојену децу, на пример, пружајући додатно образовање и финансијску подршку. Уочивши да се чини да ће усвојена лица чешће искусити проблеме као што је наркоманија, студија је нагађала да би усвојитељи могли више улагати у усвојено дете не зато што су им наклоњени, већ зато што им је већа вероватноћа него генетској деци да им је потребна помоћ.
Налази психолога о важности раног повезивања мајке и детета изазвали су одређену забринутост у погледу тога да ли су родитељи који усвајају одојче или дете које је тек проходало, да ли су пропустили неки кључни период за развој детета. Међутим, истраживање о Менталном и друштвеном животу беба указало је на то да је „систем родитељ-дете", а не веза између биолошки повезаних појединаца, развојни спој између урођених образаца понашања свих беба и једнако развојних одговора одраслих људи на тих понашања детета. Стога природа „осигурава одређену почетну флексибилност у односу на одређене одрасле који преузимају родитељску улогу."
Осим темељних питања, јединствена питања за усвојитеље су различита. Они укључују како одговорити на стереотипе, одговарати на питања о наслеђивању и како најбитније, одржавати везе с биолошким родитељима када су у отвореном усвајању. Један аутор сугерише да је заједничко питање које имају усвојиоци: „Хоћемо ли волети дете, иако он/она није наше биолошко дете?" Посебна брига многих родитеља је прихватање усвојеника у учионици. Познате лекције као што су „нацртајте своје породично стабло" или „пратите боју очију кроз родитеље и баке и деде да бисте видели одакле долазе ваши гени" могу бити штетне за децу која су усвојена и не познају ову биолошку информацију. Направљене су бројне сугестије за замену нових лекција, нпр. фокусирање на „породичне воћњаке".
Усвајање старије деце представља друга питања родитељства. Нека деца из хранитељства имају историју малтретирања, као што су физичко и психолошко занемаривање, физичко и сексуално злостављање, и изложени су ризику од развоја психијатријских проблема. Таква деца су у опасности да развију неорганизовану приврженост. Студије из 1990. и 1995. откриле су да 80% злостављаних и малтретираних беба у свом узорку показују дезорганизоване стилове везивања. Дезорганизована везаност повезана је са бројним развојним проблемима, укључујући дисоцијативне симптоме, као и симптоме депресије и анксиозности. „Приврженост је активан процес - може бити сигуран или несигуран, неприлагодљив или продуктиван." Ово је лажна економија, јер је брига локалних власти за ову децу изузетно скупа.
Што се тиче развојних прекретница, студије из Програма усвајања у Колораду испитале су херитабилност на сазревање усвојеника, закључивши да когнитивне способности усвојеника одражавају оне које имају њихови усвојитељи у раном детињству, али показују малу сличност у адолесценцији, слично онима њихових биолошких родитеља и у истој мери као и вршњаци у породицама које их нису усвојиле.
Чини се да су слични механизми на делу у физичком развоју усвојеника. Дански и амерички истраживачи који проводе студије о генетичком доприносу индекса телесне масе пронашли су корелацију између тежине усвојеника и БМИ његовог биолошког родитеља, док није пронашла никакву везу с породицом усвојитеља. Штавише, отприлике половина међу-индивидуалних разлика настала је због индивидуалних не-заједничких утицаја.
Чини се да се ове разлике у развоју појављују у начину на који се млади усвојитељи баве великим животним догађајима. У случају развода родитеља, установљено је да усвојени реагују другачије од деце која нису усвојена. Док је општа популација искусила више проблема у понашању, употреби супстанци, нижим школским постигнућима и ослабљеној друштвеној компетенцији након развода родитеља, становништва усвојеника се чинила непромењеном у смислу њихових спољних односа, посебно у њиховој школи или социјалним способностима.

### Ефекти на биолошке родитеље
Неколико фактора утиче на одлуку o ослобађању или одгајању детета. Адолесценти белци имају тенденцију да се одрекну својих беба несродника, док су адолесценти црнци склонији да добију подршку од сопствене заједнице у подизању детета, као и у облику неформалног усвајања рођака. Студије су откриле да је за трудне адолесценте одлука о остављању детета на усвајање зависила од става према усвајању који је имала мајка адолесцента. Друга студија је показала да су трудне адолесцентице чије су мајке имале виши ниво образовања чешће остављале своје бебе на усвајање. Истраживања показују да жене које одлуче да оставе своју децу на усвајање имају већу вероватноћу да буду млађе, уписане у школу, и живеле су у домаћинству са два родитеља са 10 година, него они који су одгајали своју децу.
Постоје ограничена истраживања о последицама усвајања за биолошке родитеље, а резултати су били мешовити. Једна студија је утврдила да су они који су оставили бебе на усвајање мање задовољни својом одлуком од оних који су задржали своју бебу. Међутим, нивои удобности у обе групе били су високи, а они који су оставили своје дете били су слични онима који су задржали своје дете у оценама задовољства животом, задовољства односа и позитивних перспектива за будућност школовања, запошљавања, финансија и брака. Накнадна истраживања су показала да су адолесцентске мајке које су одлучиле да оставе своју бебу на усвајање, чешће искусиле осећај туге и жаљења због своје одлуке него оне које су задржале своју бебу. Међутим, ова осећања су значајно опала од једне године након рођења до краја друге године.
Новија истраживања су открила да је на узорку мајки које су своју децу дала на усвајање четири до 12 година раније, сваки од њих имао честе мисли о свом изгубљеном детету. За већину, мисли су биле и негативне и позитивне у томе што су произвеле оба осећања туге и радости. Они који су искусили највећи део позитивних мисли били су они који су имали отворено, а не затворено или временски ограничено усвајање.
У другој студији која је упоређивала мајке које су оставила своју децу са онима које су их одгајале, мајке које су оставиле своју децу вероватније су одложиле своју следећу трудноћу, одложиле брак и завршиле обуку за посао. Међутим, обе групе су достигле нижи ниво образовања од својих вршњака који никада нису били трудни. Друга студија је пронашла сличне последице за избор да се дете да на усвајање. Мајке адолесцената које су ослободиле своју децу су биле склоније да достигну виши ниво образовања и да буду запослене од оних које су задржале своју децу. Такође су чекали дуже пре него што су дошли до свог следећег детета. Већина истраживања која постоје о ефектима усвајања на биолошке родитеље проведена су на узорцима адолесцената или код жена које су биле адолесценти, када су биле трудне - мало података постоји за родитеље из других популација. Надаље, недостају лонгитудинални подаци који могу разјаснити дугорочне социјалне и психолошке последице за родитеље који одлуче да своју децу дају на усвајање.

## Развој усвојеника
Претходна истраживања о усвајању довела су до претпоставки које указују да постоји повећан ризик у смислу психолошког развоја и социјалних односа за усвојене. Ипак, такве претпоставке су разјашњене као недостатак због методолошких неуспеха. Међутим, новије студије су подржале указивање на тачније информације и резултате о сличностима, разликама и свеукупном начину живота усвојеника.
Докази о развоју усвојеника могу бити подржани у новијим студијама. Може се рећи да усвојена лица, у неком погледу, имају тенденцију да се развијају другачије од опште популације. То се може видети у многим аспектима живота, али обично се може наћи као већи ризик у доба адолесценције. На пример, установљено је да многи усвојеници имају потешкоћа у успостављању осећаја идентитета.

### Идентитет
Постоји много начина на које се концепт идентитета може дефинисати. Истина је у свим случајевима да је изградња идентитета сталан процес развоја, промене и одржавања идентификације са сопством. Истраживања су показала да је адолесценција време прогресије идентитета, а не регресије. Идентитет појединца тежи недостатку стабилности у почетним годинама живота, али добија стабилнији смисао у каснијим раздобљима детињства и адолесценције. Типично повезано са временом експериментисања, постоје бескрајни фактори који улазе у конструкцију властитог идентитета. Осим што су многи фактори, постоји много типова идентитета са којима се може повезати. Неке категорије идентитета укључују пол, сексуалност, класу, расу и религију, итд. За трансрационалне и међународне усвојене, напетост се обично налази у категоријама расне, етничке и националне идентификације. Због тога, снага и функционалност породичних односа играју велику улогу у њеном развоју и исходу изградње идентитета. Трансрационална и транснационална усвојена лица имају тенденцију да развију осећај недостатка прихватања због таквих расних, етничких и културних разлика. Стога је излагање трансрационалних и транснационалних усвојеника њиховим „културама порекла" важно како би се боље развио осећај идентитета и уважавање културне разноликости. Изградња идентитета и реконструкција за транснационалне усвојене у тренутку њиховог усвајања. На пример, на основу посебних закона и прописа Сједињених Држава, Закон о дечјем грађанину из 2000. године осигурава да одмах усвоје америчко држављанство.
Идентитет се дефинише и по томе што је и што није. Усвојени у једној породици губе идентитет, а затим позајмљују једну од породице која усваја. Формирање идентитета је компликован процес и постоје многи фактори који утичу на његов исход. Из перспективе сагледавања проблема у околностима усвајања, људи који су укључени и погођени усвајањем (биолошки родитељ, усвојитељ и усвојени) могу бити познати као „чланови тројства и држава". Усвајање може угрозити осећај идентитета чланова тројства. Чланови тројства често изражавају осећања везана за конфузну кризу идентитета и идентитета због разлика између тројстваних односа. Усвајање, за неке, искључује потпуни или интегрисани осећај себе. Чланови тројства могу доживети себе као непотпуне, недовољне или недовршене. Они тврде да им недостаје осећај благостања, интеграције или солидности повезане са потпуно развијеним идентитетом.

### Утицаји
Породица игра битну улогу у формирању идентитета. Ово није тачно само у детињству, већ и у адолесценцији. Идентитет (род / сексуалност / етничка / религијска / породична) се још формира током адолесценције, а породица има кључну улогу у томе. Чини се да је истраживање једногласно; стабилна, сигурна, љубазна, искрена и подржавајућа породица у којој се сви чланови осећају сигурним да истражују свој идентитет неопходна је за формирање здравог идентитета. Трансрацијална и међународна усвајања су неки од фактора који играју значајну улогу у изградњи идентитета усвојеника. Многе напетости настају из односа изграђених између усвојеника и њихове породице. То укључује „другачије“ од родитеља, развијање позитивног расног идентитета и суочавање са расном / етничком дискриминацијом.. Утврђено је да мултикултурни и транснационални млади имају тенденцију да се идентификују са својим родитељима пореклом културе и етничке припадности, а не са њиховом локацијом, али је понекад тешко избалансирати идентитет између та два, јер школска окружења имају тенденцију недостатка разноликости и признања у вези с таквим темама. Ове напетости такође имају тенденцију да постављају питања за усвојеника, као и за породицу, да размишљају. Нека уобичајена питања укључују шта ће се догодити ако је породица наивнија од начина на који је друштвено конструисан живот? Хоће ли доћи до напетости ако је то случај? Шта ако су људи, који би требало да учествују у стварању здравог идентитета, заправо прожети несигурношћу? Гини Снодграс одговара на ова питања на следећи начин. Тајност у породици која усваја и порицање да је породица усвојитеља другачија гради дисфункцију у њој. „социјални радници и несигурни усвојитељи су структурирали породични однос који се темељи на непоштењу, избегавању и искоришћавању." Тајност подиже препреке за формирање здравог идентитета.
Истраживање каже да дисфункција, неистина и двосмисленост која може бити присутна у породицама усвојитеља не само да чини формирање идентитета немогућим, већ и директно делује против њега. Какав ефекат на формирање идентитета постоји ако усвојено лице зна да су усвојени, али немају информације о њиховим биолошким родитељима? Истраживање Силверстеина и Каплана наводи да усвојена лица којима недостају медицинске, генетске, религиозне и историјске информације погађају питања попут „Ко сам ја?", „Зашто сам рођен?", „Која је моја сврха?" Адолесценти су претерано заступљени међу онима који се прикључују под-културама, беже, затрудне или потпуно одбацују своје породице.
Што се тиче развојних прекретница, студије из Програма усвајања у Колораду испитале су генетске утицаје на сазревање усвојитеља, закључивши да когнитивне способности усвојеника одражавају оне које имају њихови усвојитељи у раном детињству, али показују малу сличност у адолесценцији, слично онима њихових биолошких родитеља и истим као вршњаци у породицама без усвајања.
Чини се да су слични механизми на делу у физичком развоју усвојеника. Дански и амерички истраживачи који проводе студије о генетичком доприносу индексу телесне масе пронашли су корелацију између тежинске класе усвојеника и БМИ његовог биолошког родитеља, док није пронашла никакву везу с породицом усвојитеља. Штавише, отприлике половина међу-индивидуалних разлика настала је због индивидуалних не-заједничких утицаја.
Чини се да се те разлике у развоју одвијају у начину на који се млади усвојитељи баве великим животним догађајима. У случају развода родитеља, установљено је да усвојени реагују другачије од деце која нису усвојена. Док је општа популација искусила више проблема у понашању, употреби супстанци, нижим школским постигнућима и ослабљеној друштвеној компетенцији након развода родитеља, популација усвојеника се чинила непромењеном у смислу њихових спољних односа, посебно у њиховој школи или социјалним способностима..
Међутим, чини се да је популација усвојеника изложена већем ризику за одређена питања у понашању. Истраживачи са Универзитета у Минесоти проучавали су адолесценте који су били усвојени и открили су да су усвојени два пута вероватнији од оних који нису усвојени да пате од поремећаја опозиционог изазивања и хиперкинетичког поремећаја (са стопом од 8% у општој популацији). Ризици од самоубистава су такође значајно већи од опште популације. Шведски истраживачи су открили да су и међународна и домаћа усвојена лица починила самоубиство по много већим стопама од оних који нису усвојени; са међународним усвојеницима и међународним усвојеним женама, посебно са највећим ризиком..
Ипак, рад на одраслим усвојеницима је утврдио да су додатни ризици с којима се суочавају усвојени у великој мери ограничени на адолесценцију. Показало се да су млади усвојени одрасли слични одраслима из биолошких породица и постигли су бољи резултат од одраслих у алтернативним породичним врстама, укључујући самохране родитеље. Штавише, док су одрасли усвојени показали већу варијабилност од својих непризнатих вршњака на низу психосоцијалних мера, одрасли усвојени показали су више сличности него разлике са одраслима који нису усвојени. Било је много случајева ремедијације или реверзибилности ране трауме. На пример, у једној од најранијих проведених студија, професор Голдфарб у Енглеској закључио је да се нека деца добро прилагођавају социјално и емоционално упркос негативним искуствима институционалне депривације у раном детињству. Други истраживачи су такође открили да дуготрајна институционализација не мора нужно довести до емоционалних проблема или дефеката карактера у свој децом. Ово сугерише да ће увек бити неке деце која добро пролазе, која су отпорна, без обзира на њихова искуства у раном детињству.. Штавише, већина истраживања о психолошким исходима за усвојене особе извлаче се из клиничких популација. Ово сугерише да закључци који усвајају већу вероватноћу да имају проблеме у понашању као што су ОДД и АДХД могу бити пристрасни. Пошто је проценат усвојеника који траже третман менталног здравља мали, психолошки исходи за усвојенике у поређењу са онима за општу популацију су сличнији него што неки истраживачи предлажу.

### Јавна перцепција усвајања
У западној култури, многи виде заједничку слику о породици која је хетеросексуални пар са биолошком децом. Ова идеја ставља алтернативне породичне форме изван норме. Као последица тога, истраживање указује на постојање омаловажавајућих ставова породица усвојитеља, као и сумње у снагу њихових породичних веза..
Најновија анкета усвојених од стране Института Еван Доналдсон пружа још један доказ ове стигме. Скоро једна трећина испитане популације је веровала да су усвојене особе мање добро прилагођене, склоније медицинским питањима и да су склоније проблемима с дрогом и алкохолом. Поред тога, 40–45% испитаника који су сматрали да су усвојени чешће имају проблеме у понашању и проблеме у школи. Насупрот томе, иста студија је показала да су усвојитељи сматрани повољним, са скоро 90% их описују као „срећне, привилеговане и несебичне".
Већина људи тврди да њихов примарни извор информација о усвајању долази од пријатеља, породице и медија. Ипак, већина људи наводи да им медији пружају повољан поглед на усвајање; 72% је навело позитивне утиске.. Међутим, и даље постоји значајна критика медија о усвајању. Неки блогови о усвајању, на пример, критиковали су Упознајте Робинсоне због употребе застарелих слика из сиротишта као и непрофитног заговарања Института за усвајање Еван Б. Доналдсон..
Стигме повезане са усвајањем појачавају се за децу у породичном смештају. Негативне перцепције доводе до уверења да су таква деца толико узнемирена да их је немогуће усвојити и створити „нормалне" породице.. Извештај комисије Пев о деци у хранитељству из 2004. године показао је да се број деце која чекају у хранитељству удвостручио од 1980-их година и сада остаје стабилан на око пола милиона годишње.

## Трендови реформе и поновног уједињења
Пракса усвајања се значајно променила током 20. века, са сваким новим покретом који је на неки начин означен као реформа. Почевши од 1970-их, напори да се побољша усвајање постали су повезани са отварањем евиденције и подстицањем очувања породице. Ове идеје произашле су из сугестија да тајновитост својствена савременом усвајању може утицати на процес формирања идентитета, стварају забуну у вези са генеалогијом, и дају мало у смислу медицинске историје.
Очување породице: Почетком 1970-их почела је да опада забринутост због нелегитимности, па су социјалне службе почеле да наглашавају да, ако је могуће, мајке и деца треба да буду заједно. У САД је то јасно илустрирао помак у политици Њујоршке куће за оснивање дјеце, установе усвајања која је међу најстаријима у земљи и која је увела запечаћене записе. Она је успоставила три нова принципа, укључујући „спречавање смештаја деце", одражавајући уверење да би деци било боље да остану са својим биолошким породицама, што је запањујућа промена у политици која је и данас на снази..
Отворена евиденција: Кретања у евиденцију о усвајању за усвојене грађане су се повећала заједно са повећаним прихватањем нелегитимности. Док је 1975. године, Ема Виларди створила први регистар узајамног пристанка, Међународни регистар (ИСРР), омогућава онима који су раздвојени усвајањем да се међусобно лоцирају. Леа Кампбел и друге мајке су основале ЦУБ. Сличне идеје су се одржавале глобално са организацијама на локалном нивоу као што су родитељи у Канади и Јигсав у Аустралији. 1975. године Енглеска и Велс су отворили евиденцију о моралним основама..
До 1979. године, представници 32 организације из 33 државе, Канаде и Мексика окупили су се у Вашингтону, да би успоставили Амерички конгрес усвајања (ААЦ) који је донео једногласну резолуцију: „Отворене евиденције заједно са свим идентификационим информацијама за све чланове тријаде усвојења, родитељи, усвојиоци и усвојени у пунолетству усвојеника (18 или 19 година, у зависности од државе) или раније ако се сви чланови тријаде слажу." Истовремено, групе попут Порекло Сједињене Државе (основане 1997.) почеле су активно говорити о очувању породице и правима мајки. Примална рана је описана као опустошеност коју дете осећа због одвајања од своје мајке од рођења. То је дубоки и последични осећај напуштености који усвојено дете осећа након усвајања и који се може наставити до краја живота.

### Поновни састанак
Процене о опсегу понашања у потрази за усвојеницима су се показале неухватљивим; студије показују значајне варијације.. Делимично, проблем потиче од мале популације усвојеника, што чини насумично анкетирање тешким, ако не и немогућим.
Ипак, неки показатељи о степену заинтересованости за претресање од стране усвојеника могу се добити из случаја Енглеске и Велса који је отворио евиденцију о рођењу усвојеника 1975. године. њихових оригиналних података о рођењу, који премашују оригиналне прогнозе из 1975. године када се сматрало да би само мали део популације усвојеника тражио њихову евиденцију. Познато је да та пројекција потцењује праву стопу претраживања, међутим, будући да многи усвојени у тој ери добијају своје родне књиге другим средствима..
Истраживачка литература наводи да усвојени ученици наводе четири разлога за жељу за поновним окупљањем: 1) желе потпунију генеалогију, 2) да су радознали о догађајима који су довели до њиховог зачећа, рођења и одрицања; 3) надају се да ће добити информације њиховој деци и 4) имају потребу за детаљном биолошком позадином, укључујући медицинске информације. Истраживачи усвајања, међутим, шпекулишу да су наведени разлози непотпуни: иако такве информације могу да саопшти трећа страна, интервјуи са усвојеницима, који су тражили поновно окупљање, открили су да су изразили потребу да се у ствари сретну биолошке везе..
Чини се да је жеља за поновним уједињењем повезана са интеракцијом усвојеника и прихватањем унутар заједнице. Интерно фокусиране теорије сугеришу да неке усвојене особе имају двосмислености у смислу самопоштовања, умањујући њихову способност да представе конзистентан идентитет. Поновни састанак помаже да се реши недостатак самоспознаје..
Насупрот томе, екстерно фокусиране теорије сугеришу да је поновно окупљање начин да усвојеници превазиђу друштвену стигму. Први предложен од стране Гофмана, теорија има четири дела: 1) усвојена лица уочавају одсуство биолошких веза као разлику између њихове усвојитељске породице и других; 2) ово разумевање је ојачано искуствима у којима неприхваћени сматрају да су усвојитељске везе слабије од крвних веза, 3) заједно, ови фактори изазивају, код неких усвојеника, осећај социјалне искључености и 4) ови усвојени реагују трагајући за крвном везом која појачава њихово чланство у заједници. Екстерно фокусирано образложење за поновно окупљање сугерише да би усвојене породице могле бити добро прилагођене и срећне у својим породицама које усвајају, али ће тражити као покушај да се реше искуства друштвене стигме..
Неки усвојени одбијају идеју о поновном уједињењу. Нејасно је, међутим, шта разликује усвојенике који траже од оних који то не чине.
Укратко, сусрети могу донети многа питања за усвојене и родитеље. Ипак, већина резултата спајања изгледа позитивно. У највећој досадашњој студији (на основу одговора 1.007 усвојеника и одустајања од родитеља), 90% је одговорило да је поновно окупљање корисно искуство. Међутим, то не значи да су успостављени трајни односи између усвојеника и родитеља, нити да је то био циљ..
Књига Детектив усвајања: Аутобиографија усвојеног детета пружа увид у ум усвојеника од детињства до одраслог доба и емоције које се призивају када се жели уједињење са њиховим мајкама.

### Контроверзна пракса усвајања
Реформе и напори за очување породице такође су снажно повезани са уоченом злоупотребом усвајања. У неким случајевима, права родитеља су престала када је њихова етничка или друштвено-економска група сматрана неспособном за друштво. Неке од ових пракси су опште прихваћене, али су касније сматране насилним; други су били неспорни.
Присилно усвајање на основу етничке припадности догодило се током Другог светског рата. На немачкој окупираној Пољској процењује се да је 200.000 пољске деце са наводно аријевским особинама уклоњено из својих породица и дато је немачким или аустријским паровима,, а само 25.000 се вратило својим породицама након рата.
Украдене генерације Аутохтони народи у Аустралији била је погођена сличном политиком,, као што су били и Индијанци у Сједињеним Државама и Први народи Канаде.
Ове праксе су постале значајна друштвена и политичка питања у последњих неколико година, а у многим случајевима политике су се промениле.. Сједињене Државе, на пример, сада имају Индијски Закон о добробити деце из 1978. године, који дозвољава племену и породици индијанског детета да буду укључени у одлуке о усвајању, при чему се предност даје усвајању у дететовом племену..
Од 1950-их до 1970-их, периода названог ера беба, пракса усвајања која је укључивала принуду била је усмерена против невенчаних мајки, као што је описано за САД у Девојкама које су отишле.
У Шпанији под диктатуром Франсиска Франка из 1939-75, новорођенчад неких левичарских противника режима, или неожењених или сиромашних парова, уклоњена је од мајки и усвојена. Новим мајкама се често причало да су им бебе изненада умрле након рођења и да је болница бринула о њиховим сахрањивањима, када су, у ствари, дата или продата другој породици. Верује се да је било укључено и до 300.000 беба. Овај систем - који је наводно укључивао Божије дело, велику мрежу доктора, сестара, часних сестара и свештеника - наживио је Франкову смрт 1975. године и наставио се као илегална мрежа за кријумчарење беба до 1987. године када је уведен нови закон који регулише усвајање..

### Терминологија усвајања
Језик усвајања се мења и развија, а од 1970-их година био је контроверзно питање које је уско повезано са напорима за реформу усвајања. Контроверза настаје због употребе термина који, иако су дизајнирани да буду привлачнији или мање увредљиви за неке особе погођене усвајањем, могу истовремено изазвати увреду. Ова контроверза илуструје проблеме у усвајању, као и чињеницу да стварање нових речи и фраза да би се описале древне друштвене праксе неће нужно променити осећања и искуства оних који су погођени њима. Два контрастна скупа термина се обично називају језиком позитивног усвајања (ПАЛ) (понекад се назива језик поштовања усвајања (РАЛ)) и језик поштеног усвајања (ХАЛ).

#### Језик позитивног усвајања (ПАЛ)
Седамдесетих година 20. века, када су се развиле организације за претрагу и подршку усвајању, било је изазова за језик који се у то време користи. Како су објављене књиге и групе за подршку формиране као ЦУБ, дошло је до великог помака од природног родитеља на родитељство". Уз промену времена и друштвених ставова дошло је до додатног испитивања језика који се користи у усвајању.
Социјални радници и други професионалци у области усвајања почели су мењати услове коришћења како би одражавали оно што су изражавале укључене стране. 1979. године, Мариета Спенцер је написала Терминологију усвајања за Америчку лигу за добробит деце (ЦВЛА), која је била основа за њен каснији рад Конструктивна терминологија усвајања." Ово је утицало на Позитивни језик усвајања (ПАЛ) и Поштовани језик усвајања (РАЛ). Термини садржани у Позитивном језику за усвајање укључују термине рођена мајка (да замене термине природна мајка и права мајка), и стављање (да замени термин предаја). Овакве препоруке су охрабриле људе да буду свеснији своје употребе терминологије усвајања.

#### Искрен језик усвајања (ХАЛ)
Искрен језик за усвајање односи се на скуп термина које заговорници кажу да одражавају стајалиште да: (1) породични односи (социјални, емоционални, психолошки или физички) који су постојали пре правног усвајања често се настављају преко ове тачке или трају неки облик упркос дугим периодима раздвајања, и да (2) мајке које су се добровољно предале децу на усвајање (за разлику од присилних прекида у поступцима за добробит деце овлаштених од стране суда) ретко гледају на то као на слободан избор, али уместо тога описују сценарије немоћи, недостатка ресурса и општег недостатка избора.. Она такође одражава тачку гледишта да је појам мајка рођења погрдан када имплицира да је жена престала да буде мајка након физичког чина рађања. Заговорници ХАЛ-а то успоређују с мајком која се третира као узгајивач или инкубатор. Термини укључени у ХАЛ укључују термине који су кориштени пре ПАЛ-а, укључујући природну мајку, прву мајку и предају се за усвајање.

#### Језик инклузивног усвајања
Постоје присталице различитих листа, које се развијају током више деценија, а има и оних који их сматрају одсутнима, створеним да подрже дневни ред, или да подстакну поделу. Сва се терминологија може користити за уништавање или умањење, уздизање или загрљај. У решавању лингвистичког проблема именовања, Една Ендрус каже да се употреба инклузивног и неутралног језика заснива на концепту да језик представља мисао, а може чак и да контролише мисли.
Заговорници инклузивног језика га штите као безопасну употребу језика чији је циљ вишеструк:
1. Права, могућности и слободе одређених људи су ограничени јер су сведени на стереотипе.
2. Стереотипизација је углавном имплицитна, несвесна и олакшана је доступношћу пејоративних ознака и термина.
3. Да би ознаке и термини били друштвено неприхватљиви, људи морају свесно размишљати о томе како описују некога за себе.
4. Када је обележавање свесна активност, индивидуалне заслуге описане особе постају очигледне, а не његов стереотип.

Уобичајени проблем је да термине које изабере група идентитета, као прихватљиви дескриптори себе, могу негативно користити негативне стране. То компромитује интегритет језика и претвара оно што је требало да буде позитивно у негативно или обрнуто, и тако често обезвређује прихватљивост, значење и употребу.
Језик на најбољи начин поштује самореферентне изборе укључених особа, користи инклузивне термине и фразе и осетљив је на осећања примарних странака. Језик се развија са друштвеним ставовима и искуствима..

## Полемика око усвајања истог пола
Католичке агенције за помоћ и усвајање су критиковане због тога што се деца са одраслима не сматрају неморалним начином живота у католичкој теологији.

## Културне варијације
Ставови и закони који се односе на усвајање се веома разликују. Док све културе праве споразуме у којима деца чији родитељи нису у могућности да их одгајају могу бити одгојени од стране других, нису све културе имале концепт усвајања, тј. лечење не сродне деце као еквивалентне биолошкој деци усвојитеља. Према исламском закону, на пример, усвојена деца морају задржати своје оригинално презиме да би се идентификовали са крвним сродницима, и, традиционално, жене носе хиџаб у присуству мушкараца у својим домаћинствима. У Египту су те културне разлике довеле до усвајања незаконитости.

## Усвајање као људско право
Као реакција на забране и препреке које утичу на међународно усвајање, научници Елизабета Бартолет и Пауло Барозо тврде да свако дете има право на породицу као питање основних људских права. наглашава постојање детета као људског бића, а не „власништво" одређених нација или, на пример, старатеља који га злоставља.

## Дан повратка
У неким земљама, као што су Сједињене Државе, „Дан повратка кући" је дан када је усвојено службено уједињено са својом новом породицом. У неким породицама које усвајају, овај дан је посебно важан догађај и од тада се слави сваке године. Термин Готча Дан (дан честе грешке) се користи и за овај дан. Многи усвојени људи и родитељи сматрају да је овај термин увредљив.

## Даље читање
- Argent, Hedi (2014). Related by Adoption: a handbook for grandparents and other relatives.

- Askeland, Lori (2005). Children and Youth in Adoption, Orphanages, and Foster Care: A Historical Handbook and Guide. ISBN 0313331839.

- Carp, E. Wayne,, ур. (2002). Adoption in America: Historical Perspectives.

- Carp, E. Wayne (2000). Family Matters: Secrecy and Disclosure in the History of Adoption.

- Carp, E. Wayne (2014). Jean Paton and the Struggle to Reform American Adoption. University of Michigan Press.. Scholarly biography of an activist (1908–2002) who led the struggle for open adoption records
- Conn, Peter (2013). Adoption: A Brief Social and Cultural History. ASIN B00B5SERPA.
- Eskin, Michael. (2013). The Wisdom of Parenthood: An Essay. New York: Upper West Side Philosophers Inc.
- Fessler, Ann (2007). The Girls Who Went Away: The Hidden History of Women Who Surrendered Children for Adoption in the Decades Before Roe v. Wade. ASIN B008RMF4GS.
- Gailey, Christine Ward (2010). Blue-Ribbon Babies and Labors of Love: Race, Class, and Gender in U.S. Adoption Practice. University of Texas Press.. (185 pages; 2010). Uses interviews with 131 adoptive parents in a study of how adopters' attitudes uphold, accommodate, or subvert prevailing ideologies of kinship in the United States.

- Melosh, Barbara (2002). Strangers and Kin: the American Way of Adoption. ASIN B002RHN9AC.

- Minchella, Tina Danielle (2011). Adoption in post-Soviet Russia: Nationalism and the re-invention of the "Russian family".

- Pertman, A (2000). Adoption Nation: How the Adoption Revolution Is Transforming America. New York: Basic Books..

- Seligmann, Linda J (2013). Broken Links, Enduring Ties: American Adoption Across Race, Class, and Nation. Stanford University Press.); comparative ethnographic study of transnational and interracial adoption.

- „Fictive Kinship: Making Maladaptation Palatable” (PDF). Архивирано из оригинала (PDF) 04. 03. 2016. г. Приступљено 04. 07. 2019.